# Даттараш
Даттараш (ингуш. Даттараш) — ингушское национальное блюдо, жаркое из баранины, реже говядины, с субпродуктами и добавлением овощей и специй, посыпанное сверху перед подачей тёртым ингушским сыром. Даттараш традиционно готовился на чугунной сковороде и на углях. Блюдо является традиционным для ингушей с глубокой древности. Это одно из почётных блюд в списке мясных кушаний ингушей.

## История
Изначально даттараш готовился в камине на углях, но со временем стал выпекаться в печи, а в современное время на плите.
В древности и средневековье ингуши готовили даттараш из баранины. Часто в это жаркое добавлялись печень и сердце баранины.

## Приготовление
Мясо — баранина или говядина нарезают средними кубиками, обжаривают на раскаленной сковороде. После чего тушат вместе с морковью, картофелем и луком. В получившееся жаркое добавляют соль, специи, кинзу и измельченную айву. Затем добавляют цельные головки чеснока. Оставляют томиться на остывающих углях накрыв блюдо крышкой до готовности. Подают порционно в больших мисках, в горячем виде посыпав сверху тертым тягучим сыром. К даттараш подают божильг или ольг, реже лаваш и сыскл.

## Разновидности
Блюдо является древним, до проникновения картофеля из Нового Света, в Даттараш добавляли айву. После того как стали использовать картофель в блюде, айву добавляют редко, только в качестве дополнительной составляющей Даттараш.
Даттараш делится на несколько видов :
- Традиционный по старинному рецепту.
- С добавлением томатов.
- С добавлением субпродуктов и баклажанов.